# Cosmotettix evanescens
Cosmotettix evanescens är en insektsart som beskrevs av Ossiannilsson 1976. Cosmotettix evanescens ingår i släktet Cosmotettix och familjen dvärgstritar. Enligt den finländska rödlistan är arten nära hotad i Finland. Arten är reproducerande i Sverige. Artens livsmiljö är öppna fattigkärr. Inga underarter finns listade i Catalogue of Life.